# Medalla de Reconocimiento al Servicio en la Pandemia COVID-19
La Medalla de Reconocimiento al Servicio durante la Pandemia COVID-19 es una condecoración creada en 2020 por la Unión Nacional de Jefes y Directivos de Policía Local (Unijepol) en colaboración con la Federación Española de Municipios y Provincias (FEMP). Su objetivo es distinguir a las personas y colectivos que realizaron contribuciones excepcionales en la gestión y mitigación de los efectos de la pandemia de COVID-19.

## Creación y diseño
La medalla se regula según el Reglamento de Distinciones de Unijepol y se presenta en dos categorías:
- Distintivo verde: Dirigido a miembros de las Policías Locales y otras Fuerzas y Cuerpos de Seguridad.
- Distintivo azul: Diseñado para trabajadores de la seguridad privada y profesionales o voluntarios de los servicios de emergencia.

Ambas categorías cuentan con un diseño común, con variaciones en la cinta:
- Forma: Circular.
- Material: Metálico brillante.
- Cinta:
  - Verde para el distintivo verde.
  - Azul para el distintivo azul.
- Diseño central: Imagen estilizada del virus SARS-CoV-2 en colores rojo, azul, verde y amarillo, simbolizando unidad y diversidad.
- Barras metálicas: Grabadas con los nombres de las entidades otorgantes, "Unijepol" y "FEMP".

## Finalidad
La medalla tiene un alto valor simbólico, reconociendo el esfuerzo y compromiso de quienes desempeñaron roles esenciales durante la pandemia en condiciones extraordinarias, contribuyendo a la seguridad, salud pública y apoyo a la comunidad.

## Concesión
Las condecoraciones se otorgan tras una evaluación de méritos por parte de Unijepol y FEMP, y pueden entregarse tanto a nivel individual como colectivo. Los reconocimientos colectivos son especialmente destacados para unidades o equipos que hayan trabajado coordinadamente en la gestión de emergencias.

## Simbolismo
El diseño del SARS-CoV-2 central representa el desafío enfrentado durante la pandemia, mientras que los colores simbolizan la diversidad de servicios que participaron en la lucha contra la emergencia sanitaria. La cinta diferenciada subraya la especificidad del servicio prestado por cada colectivo.

## Historia
Esta medalla fue concebida en el contexto de la emergencia sanitaria global de 2020, como parte de las iniciativas para destacar el esfuerzo de los trabajadores esenciales. Desde entonces, se ha consolidado como una de las distinciones más significativas para aquellos que contribuyeron a mitigar los efectos de la pandemia.